# Чуйская степь
Чу́йская степь — межгорная котловина на юго-востоке Алтая в верхнем течении реки Чуя. Расположена в Кош-Агачском районе Республики Алтай. Длина котловины — 70 километров, ширина — 10—40 км. Дно котловины вогнуто и находится на высотах 1750—1850 м над уровнем моря. Чуйская степь представляет собой слабоволнистую равнину, в которой преобладают полупустыни. Котловина сложена ледниковыми и озёрно-речными отложениями. Чуйская степь со всех сторон ограничена горными хребтами: Курайским на севере, Северо-Чуйским и Южно-Чуйским хребтами на западе, хребтом Сайлюгем на юге и хребтом Чихачёва на востоке.

## Климат
Чуйская степь обладает суровым климатом. Она — самая засушливая и холодная в Горном Алтае. Продолжительности безморозного периода — 50—65 дней. В районе Кош-Агача среднемесячная температура января — −32 °C, июля — 13,8 °C. Среднегодовая температура — −6,7 °C, минимальная температура зимой в отдельные годы опускается до −62 °C, а летом максимум достигает 31 °C.
Годовая сумма осадков составляет 80—150 мм. За летний период выпадает около двух третей от годовой суммы.
Котловина обладает вечномерзлотными грунтами толщиной 15—90 м, что объясняется холодным климатом.
| Показатель                   | Янв.  | Фев.  | Март  | Апр. | Май | Июнь | Июль | Авг. | Сен. | Окт. | Нояб. | Дек.  | Год  |
| ---------------------------- | ----- | ----- | ----- | ---- | --- | ---- | ---- | ---- | ---- | ---- | ----- | ----- | ---- |
| Средняя температура, °C      | −27,3 | −23,4 | −11,8 | 0,0  | 7,4 | 12,8 | 14,8 | 12,7 | 6,6  | −2,6 | −15,5 | −23,7 | −4,2 |
| Норма осадков, мм            | 3     | 1     | 1     | 4    | 8   | 21   | 38   | 26   | 8    | 4    | 4     | 4     | 122  |
| Источник: ФГБУ "ВНИИГМИ-МЦД" |       |       |       |      |     |      |      |      |      |      |       |       |      |

## Гидрология
С хребта Чихачёва в котловину стекают реки Кызылшин и Юстыд, которые, сливаясь, образуют реку Чую. На северо-западе слева она принимает реку Чаганузун. На территории Чуйской степи эти реки имеют спокойное течение и равнинный характер.
В пределах котловины имеется большое количество мелких озёр с плоским дном. Глубина не превышает 5 м, площади зеркала варьируются от 100 м² до 1 км². Большинство озёр бессточные, характеризующиеся пресным, солоноватым и даже солёным карбонатным, сульфатным, сульфатно-хлоридным составом воды. При проведении геологических исследований в некоторых озёрах были найдены иловые отложения, относящиеся к лечебным минеральным грязям. Подобные грязи изучены и широко используются в Хакасии, на озере Утичье-3, где функционирует курорт «Озёра Шира».

## Природный мир

### Флора
На опустыненном плоскогорье Чуйской степи преобладает соле- и засухоустойчивая растительность. Значительную группу степной растительности здесь представляют жесткостебельные травы, кустарники и кустарнички. Из травянистых встречаются довольно редкие на Алтае: ковыль восточный, пырей пустынный, кёлерия крупноцветковая, осока наскальная, остролодочник чуйский и другие. Среди кустарников караганы, полынь, звездчатка, лапчатка бесстебельная, василистник, володушка. По берегам многочисленных озёр произрастает обыкновенный тростник. Среди каменных россыпей иногда встречаются четырёхлистная и холодная родиола.

### Фауна
Животный мир Чуйской степи своеобразен и имеет специфические черты. Здесь ещё сохранились кот-манул, степная лисица корсак, дзерен. В норах живут многочисленные виды грызунов (полёвки, сурки, тушканчики, суслики, джунгарский хомячок) и зайцеобразных (алтайская, монгольская и даурская пищухи, а также заяц-толай, хорошо приспособившийся к местным условиям).
На степных озёрах много уток, среди которых преобладает огарь. Реже встречаются индийский гусь, чернозобая гагара, лебедь-кликун. По берегам водоёмов обитают серый журавль, журавль-красавка, речная крачка, белая трясогузка. На открытых местах обычны степной и полевой жаворонки, удод, степной конёк, каменка-плясунья. Здесь также водится несколько видов хищных птиц: обыкновенная пустельга, полевой лунь, а в высокогорьях — белоголовый сип, балобан, чёрный гриф.
Из пресмыкающихся в Чуйской степи обитают обыкновенная и степная гадюки, Палласов щитомордник, узорчаный полоз и прыткая ящерица.
Реки богаты рыбой, особенно хариусом. В верховьях Чуи и озёрах Чуйской степи в большом количестве водится осман.

## Население
Населённые пункты в Чуйской степи:

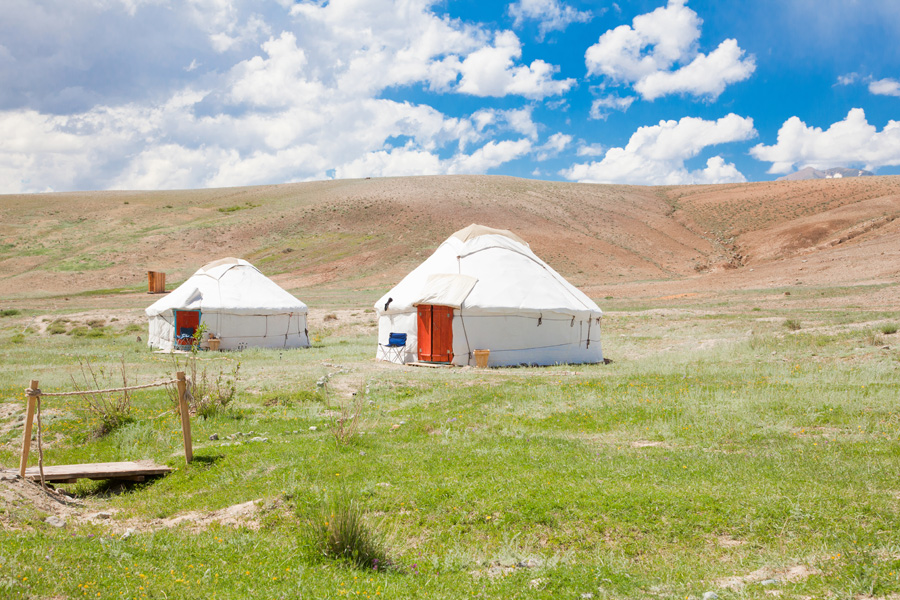
Юрточный кемпинг в степи

- Кош-Агач — районный центр Кош-Агачского района Республики Алтай
- Кокоря
- Бельтир
- Ортолык
- Жана-Аул
- Мухор-Тарахата
- Тебелер
- Актал

По степи с северо-запада на юго-восток, к границе с Монголией, подходит Чуйский тракт

## Природные бедствия
В сентябре 2003 года у западного края котловины, около села Бельтир, которое было почти полностью разрушено, произошло землетрясение магнитудой 7,3 по шкале Рихтера. Вблизи эпицентра были оползни и обвалы.

## Галерея

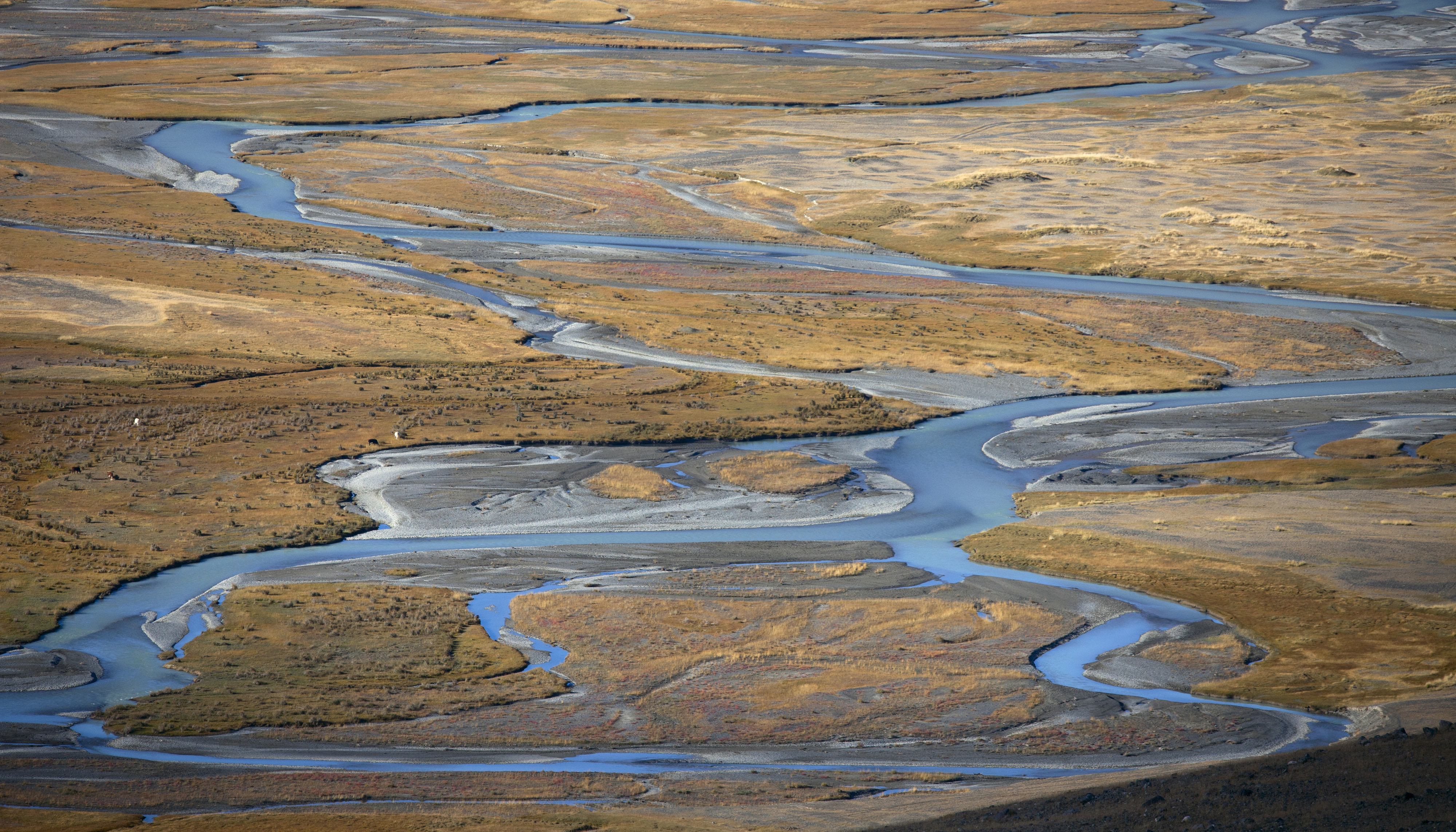
Река Юстыт в степи
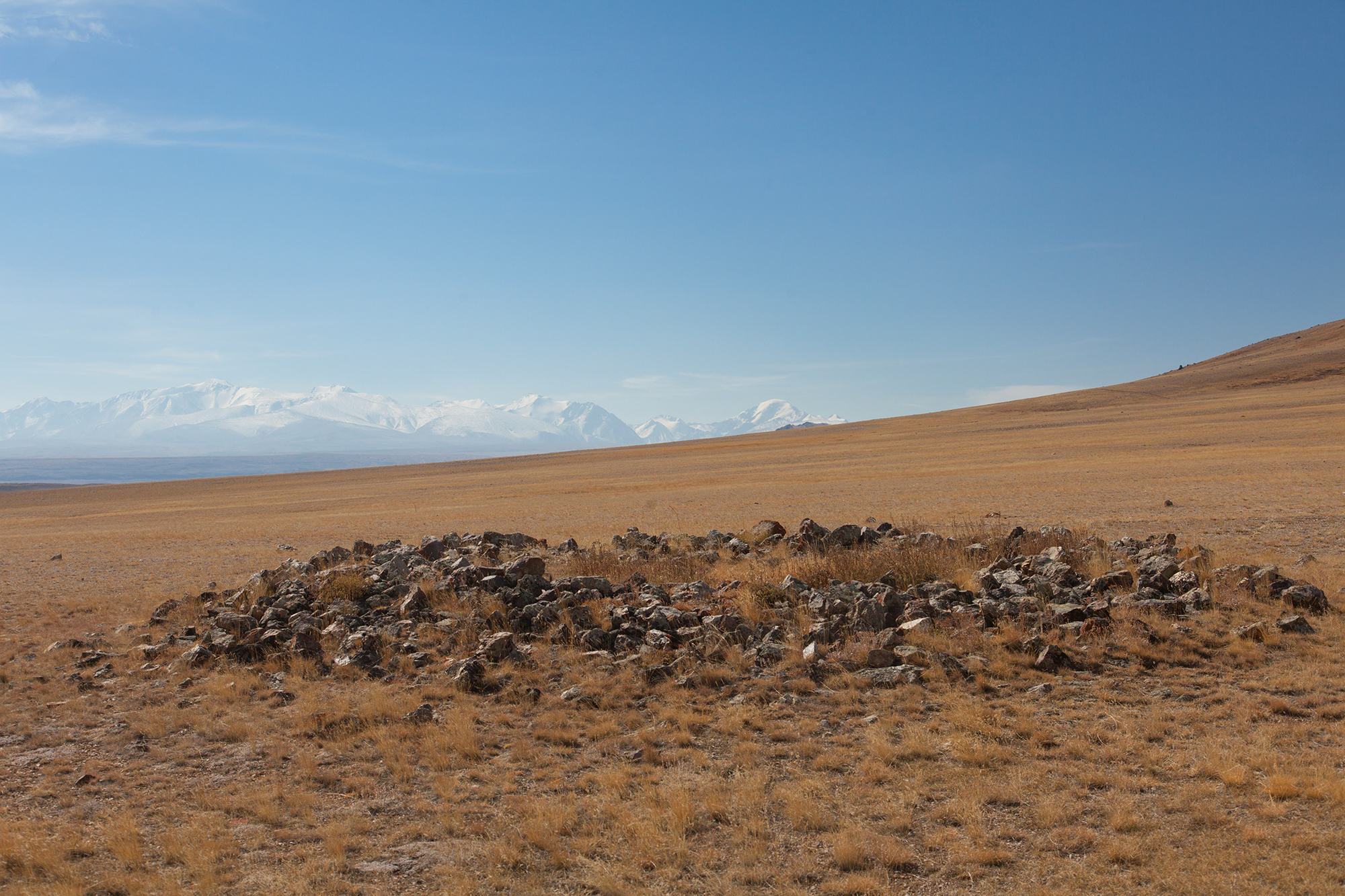
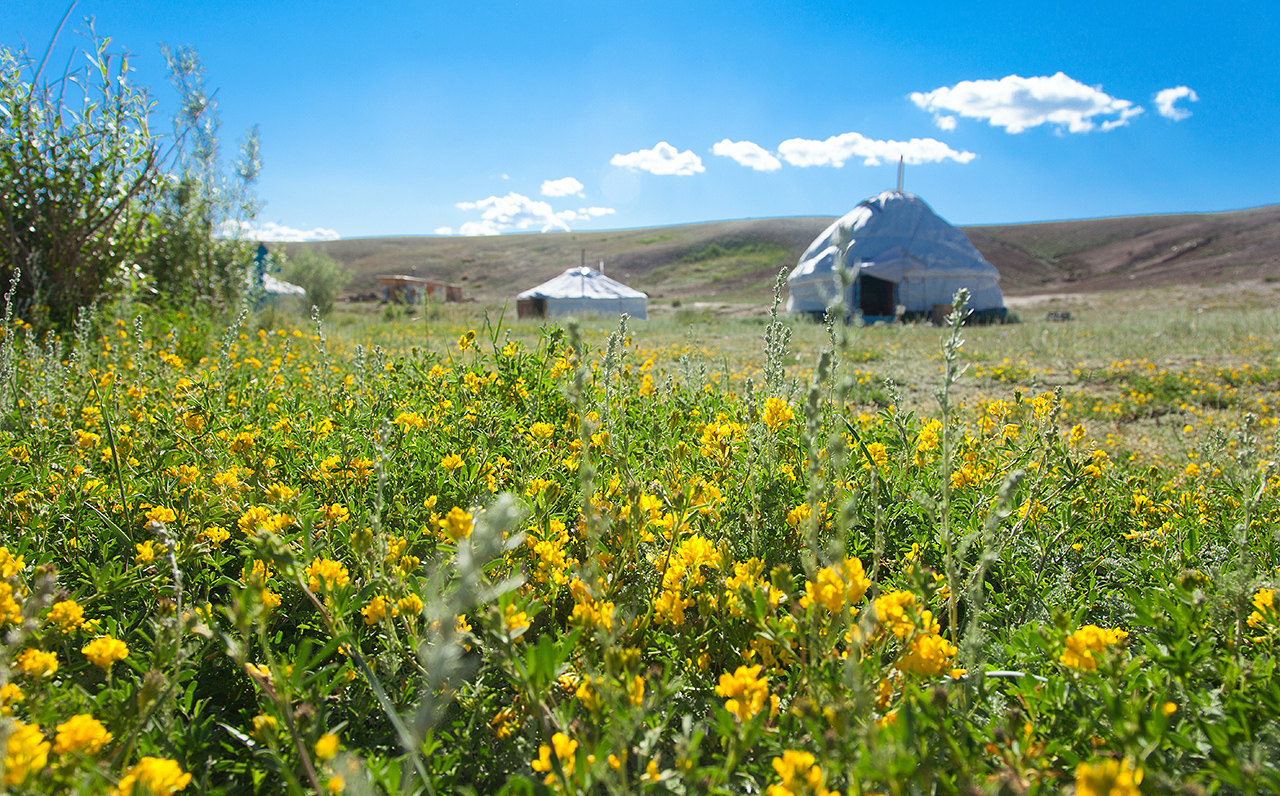
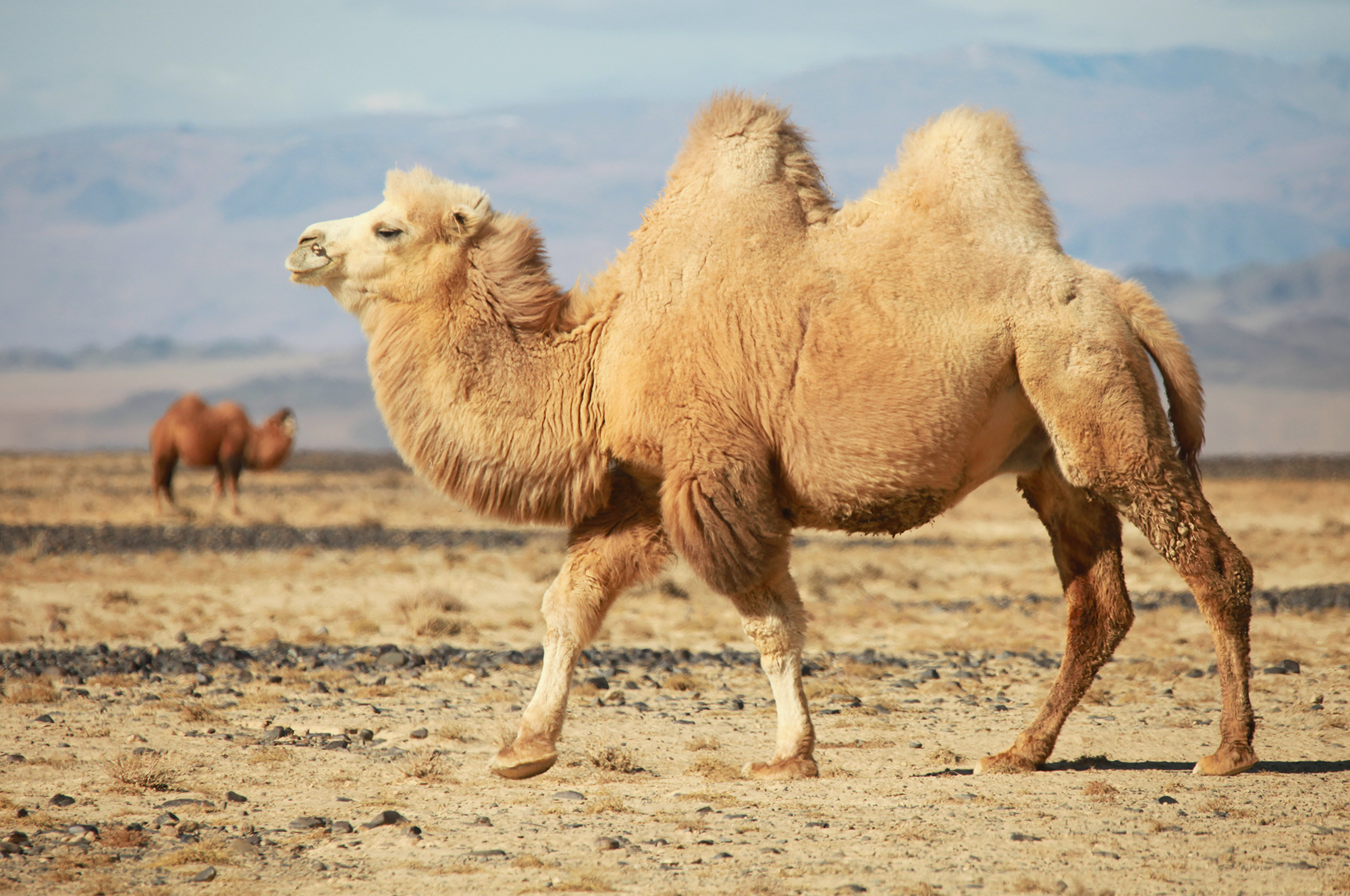
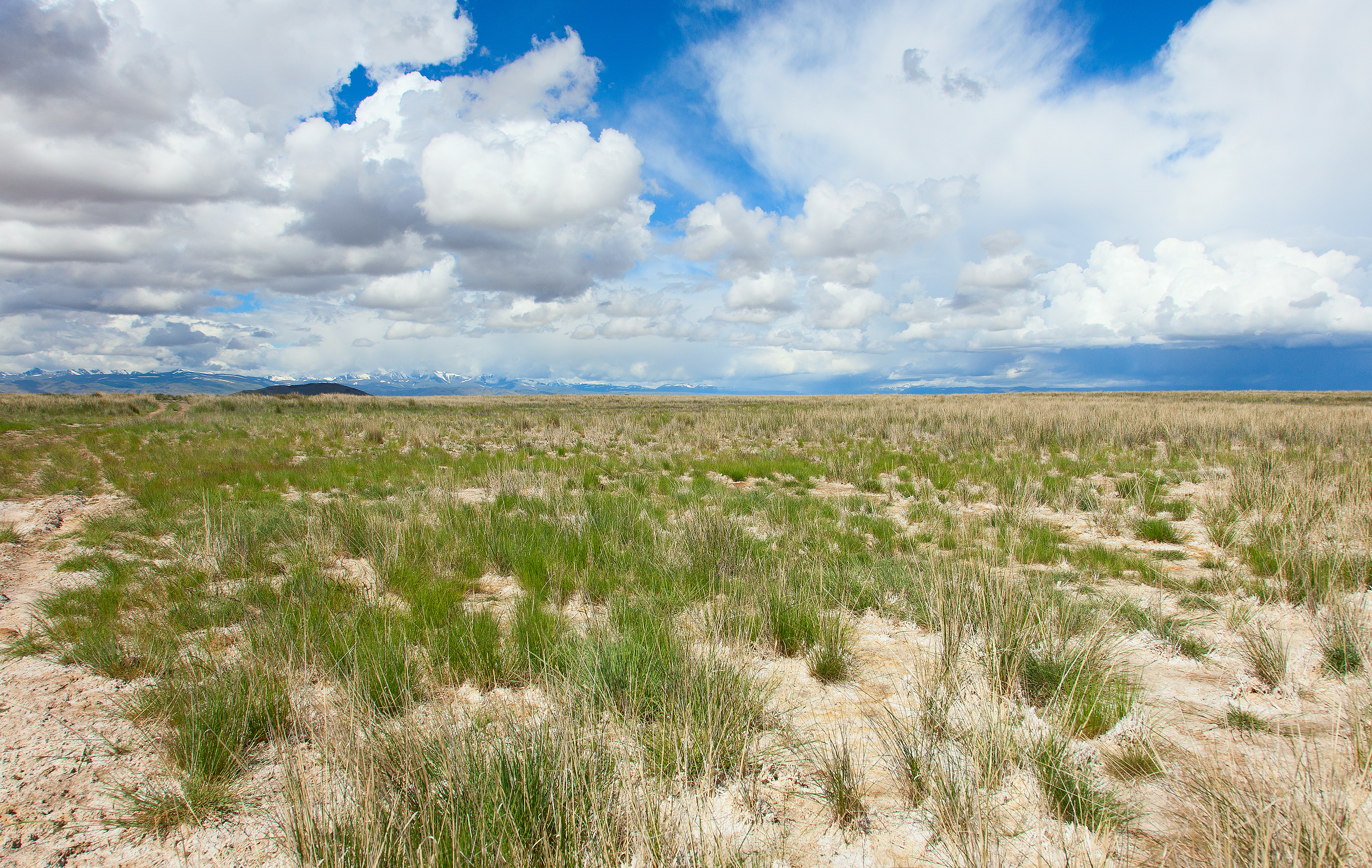
Солончак
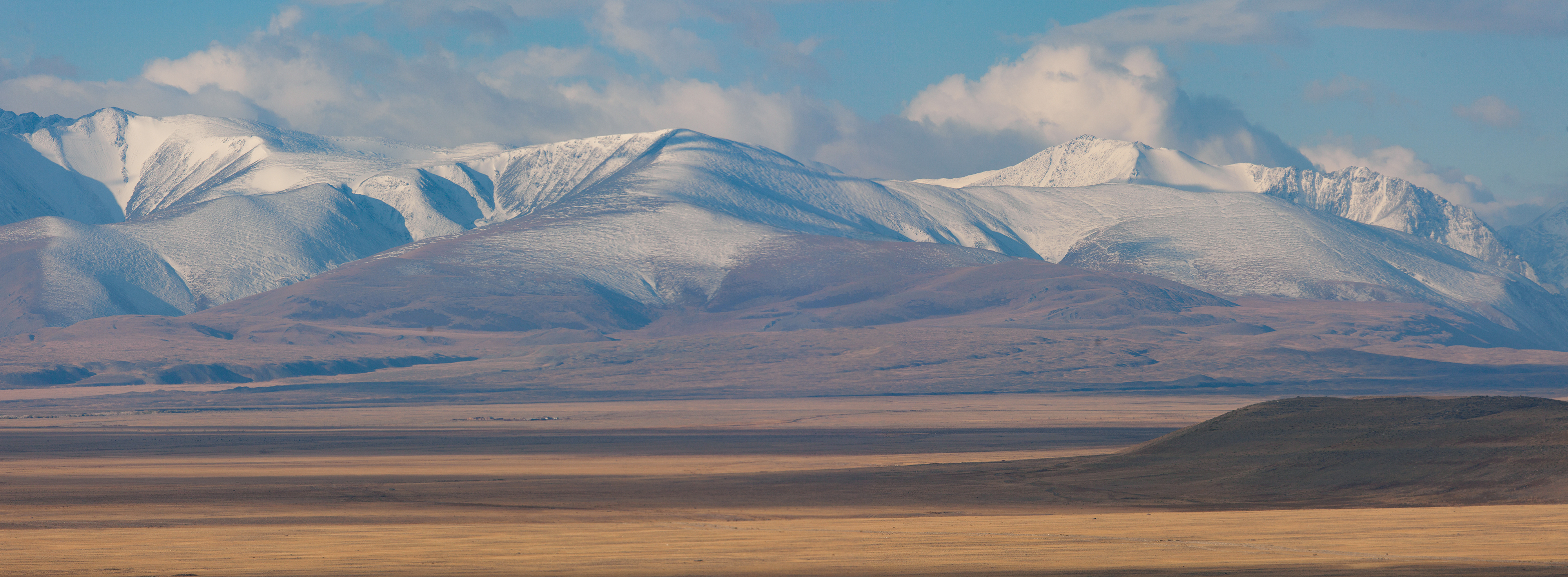
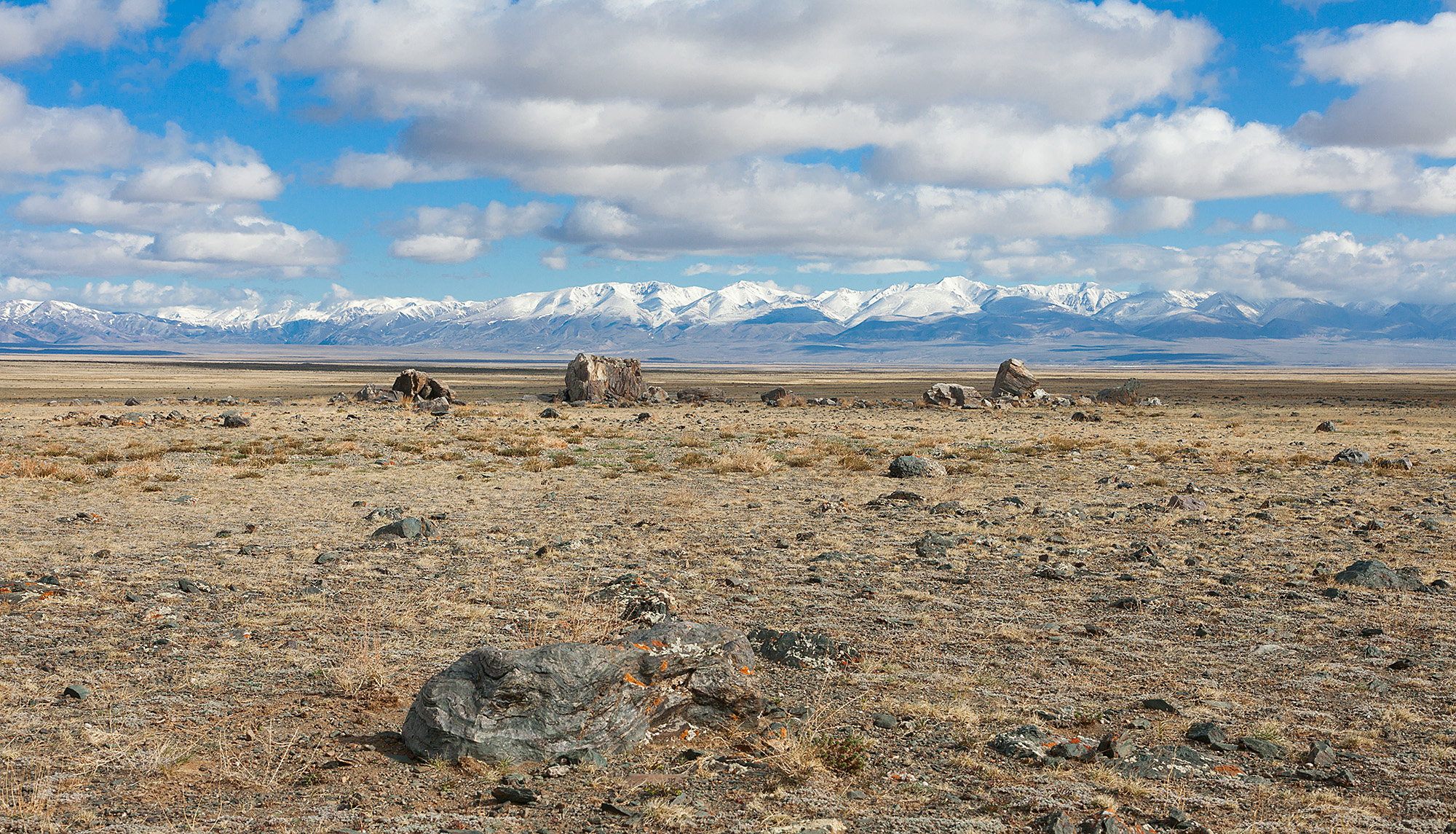
Чуйская степь
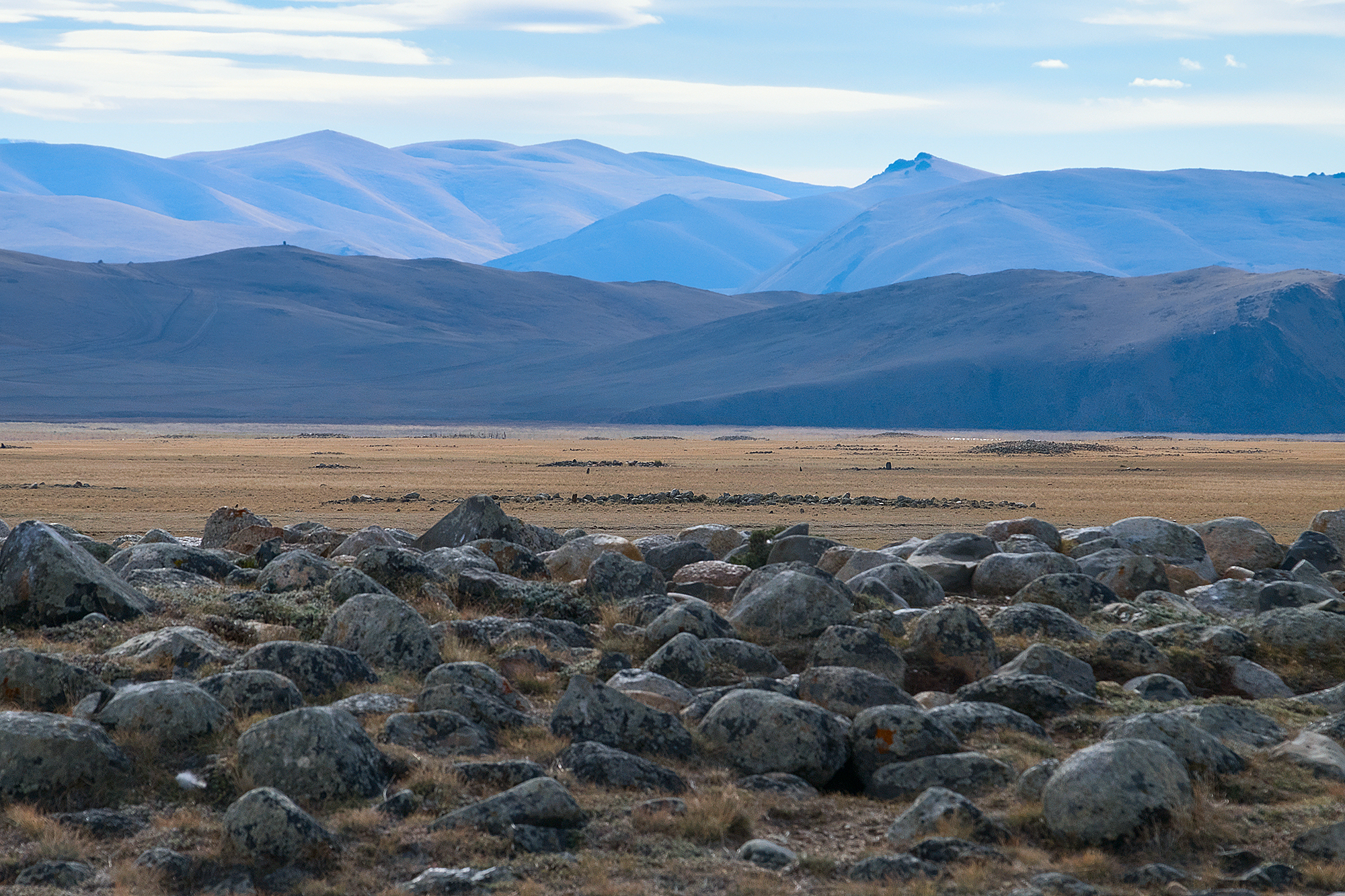
Курганы в Чуйской степи
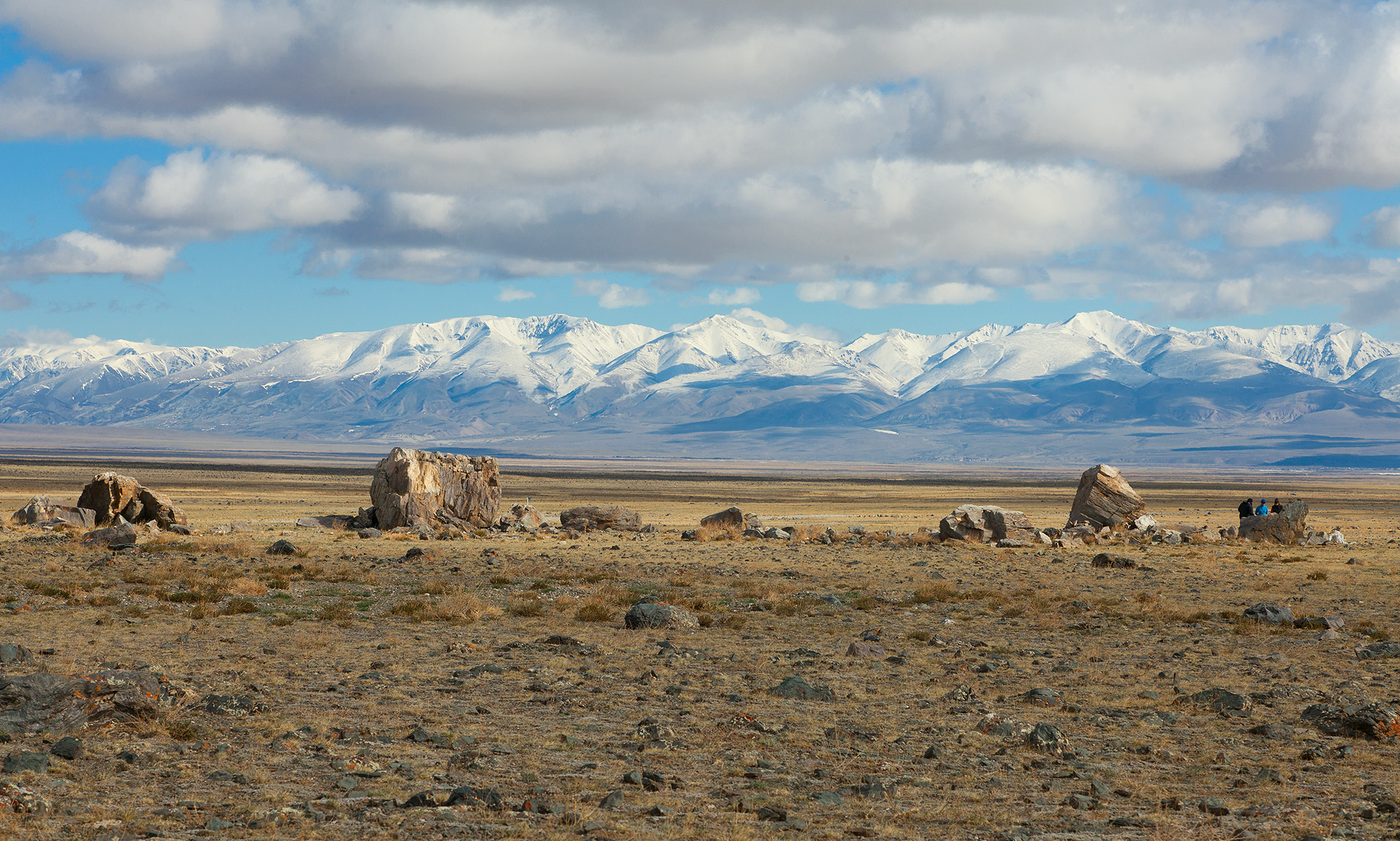
Тархатинский мегалит
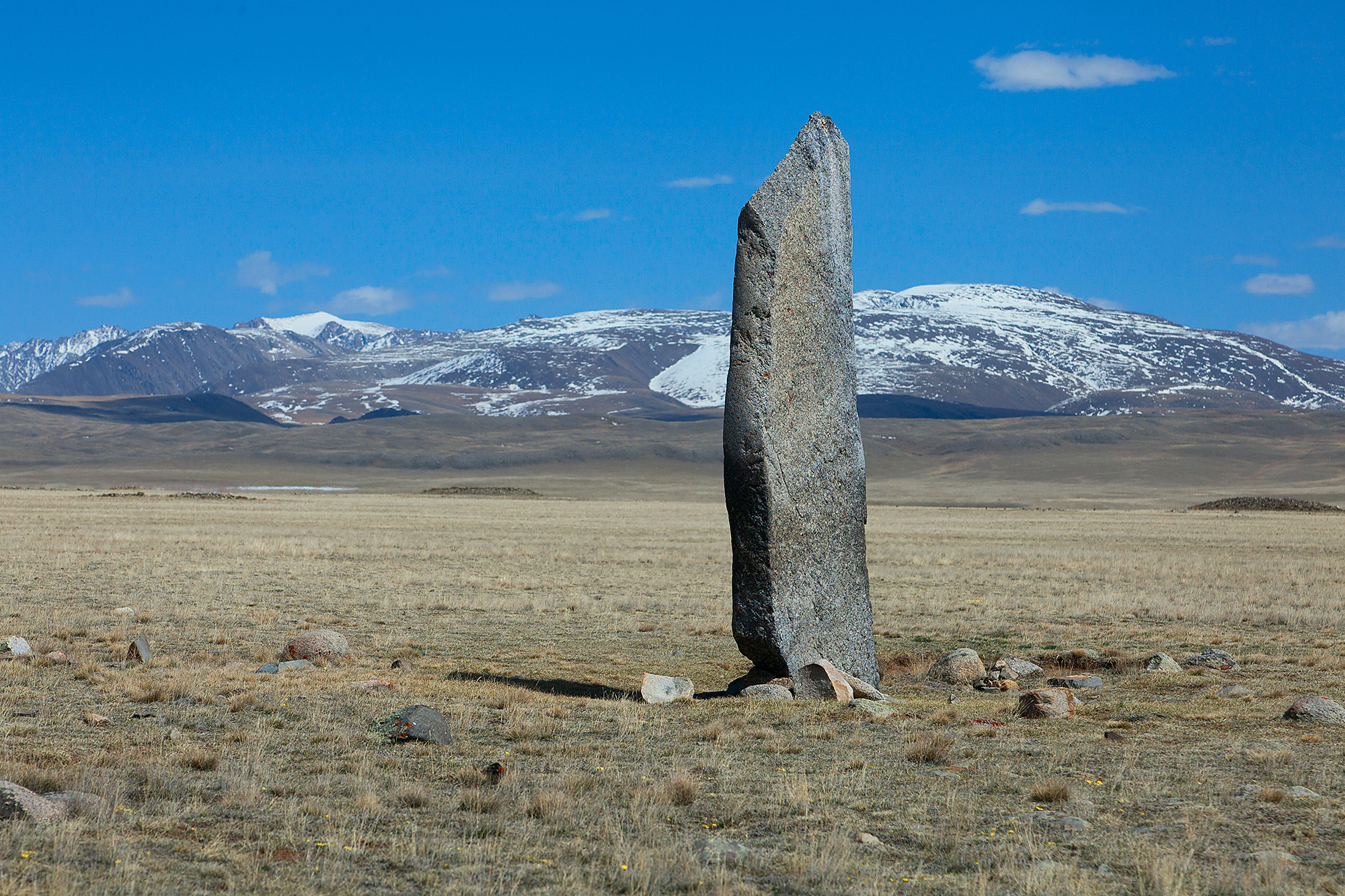
Оленный камень
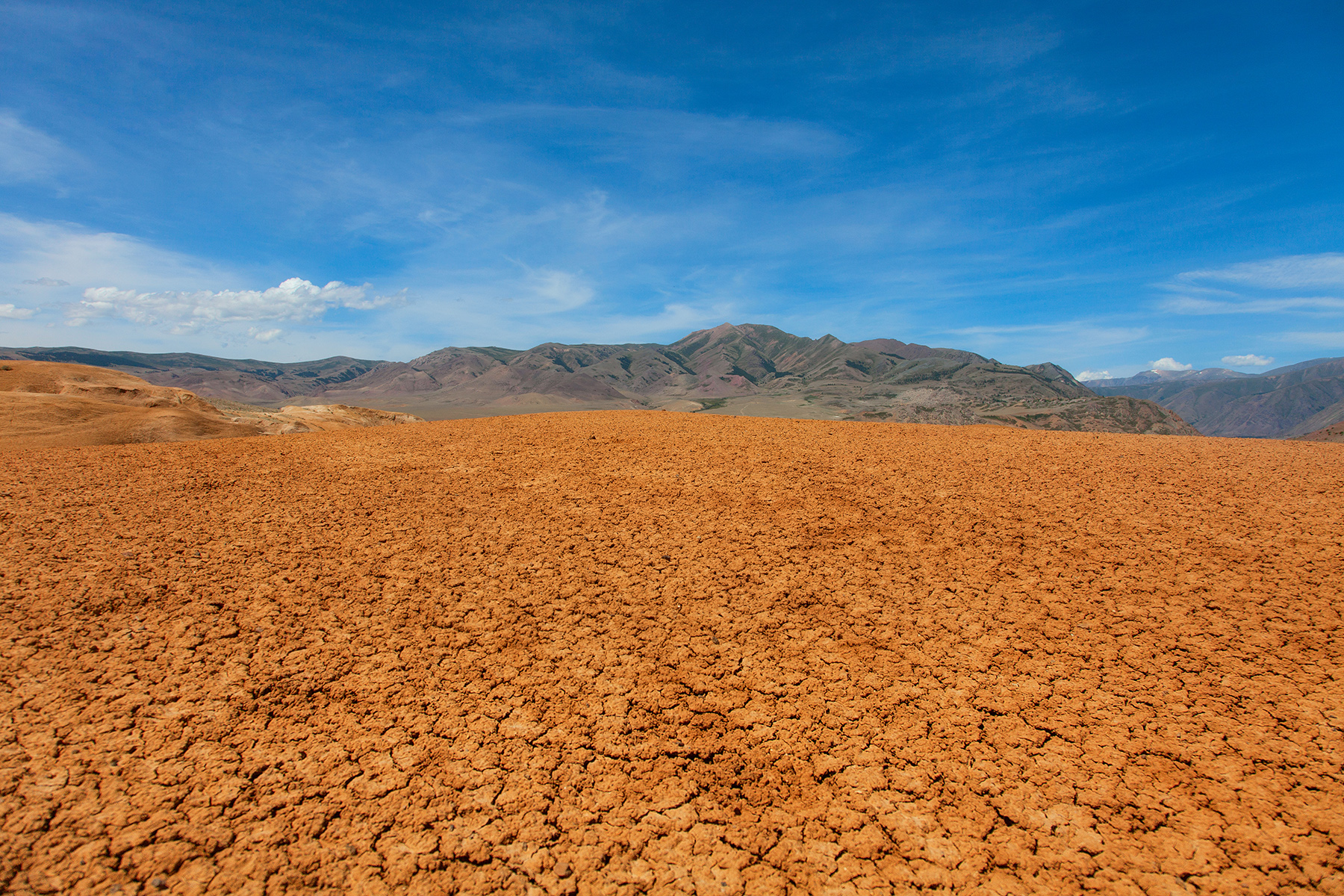
Чуйская степь
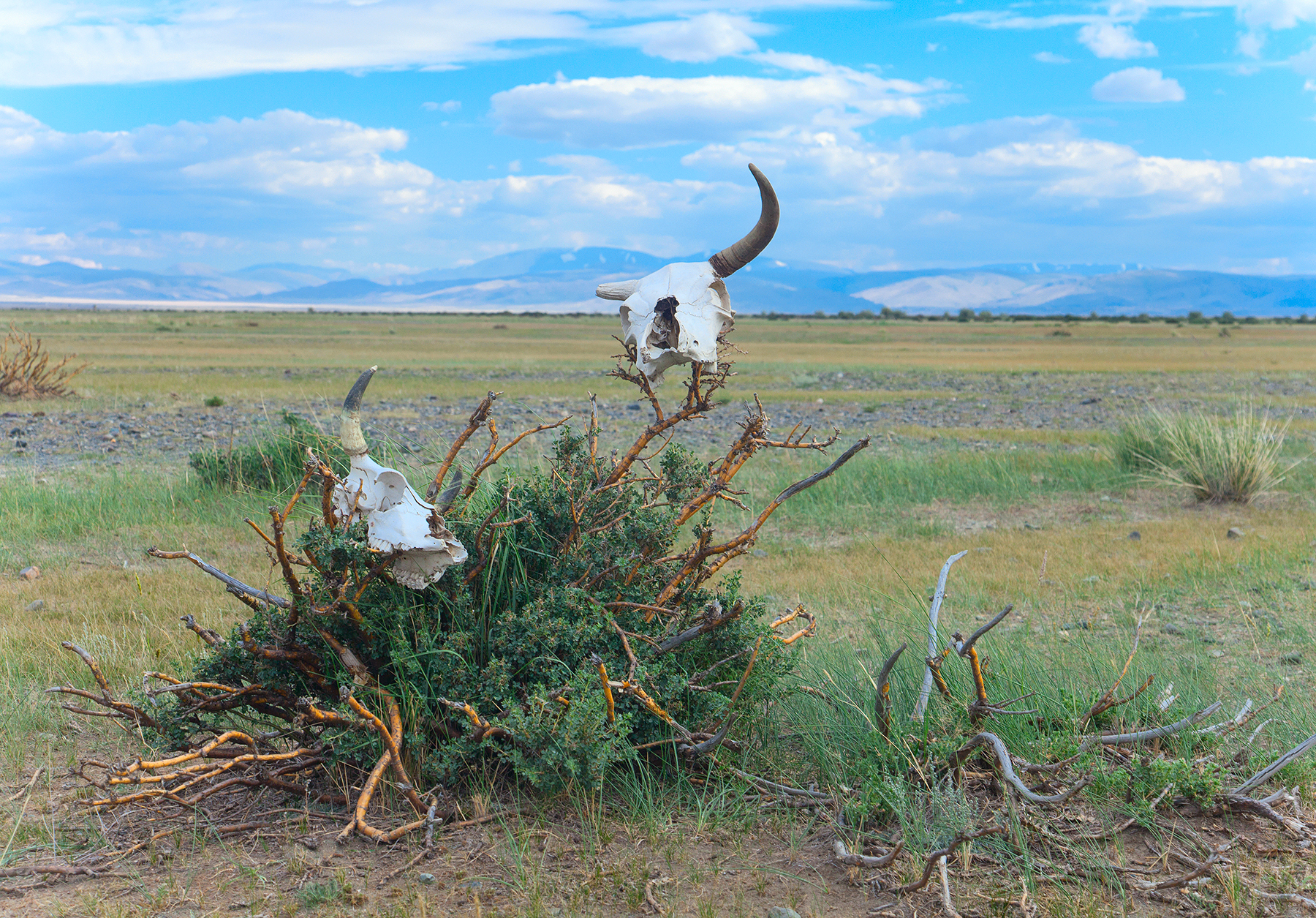
Степной пейзаж
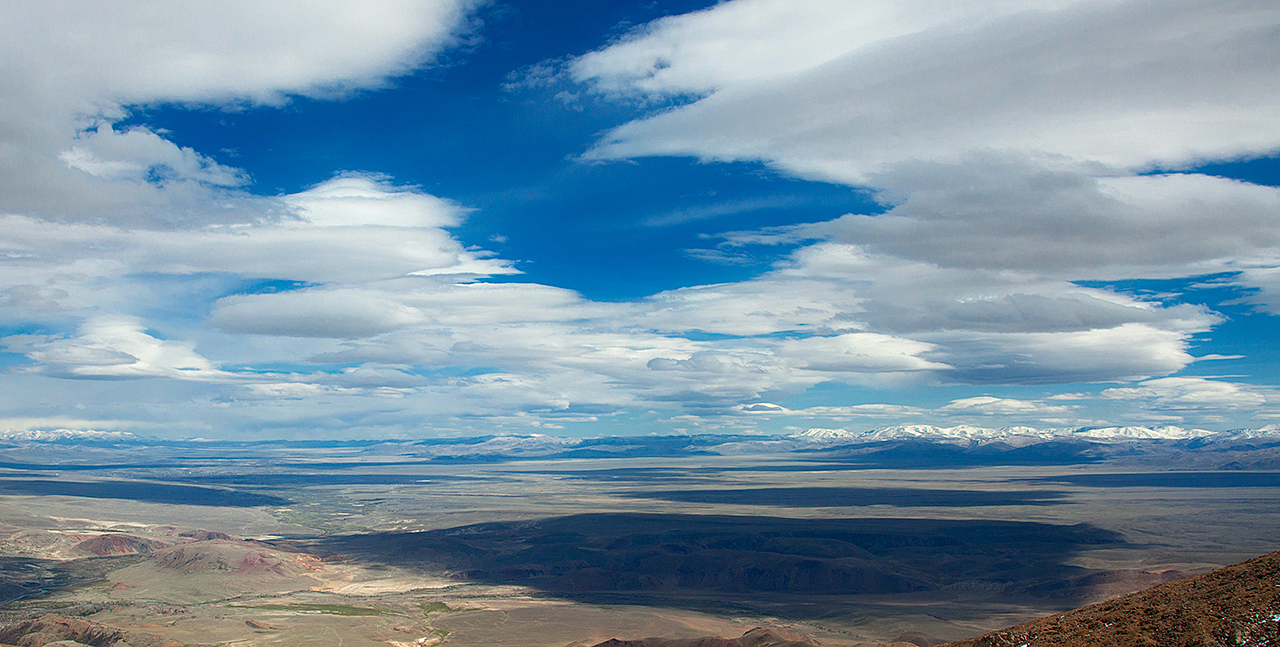
Вид на Чуйскую степь сверху
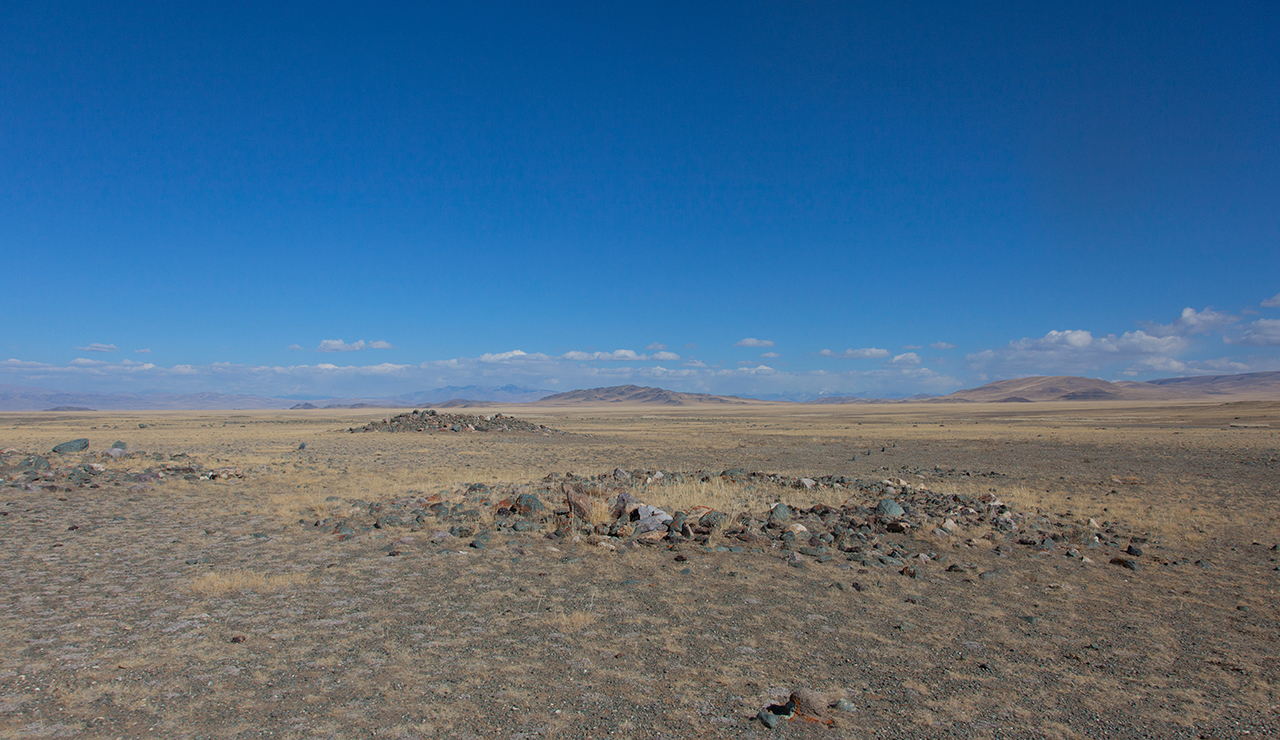
Курганы в степи
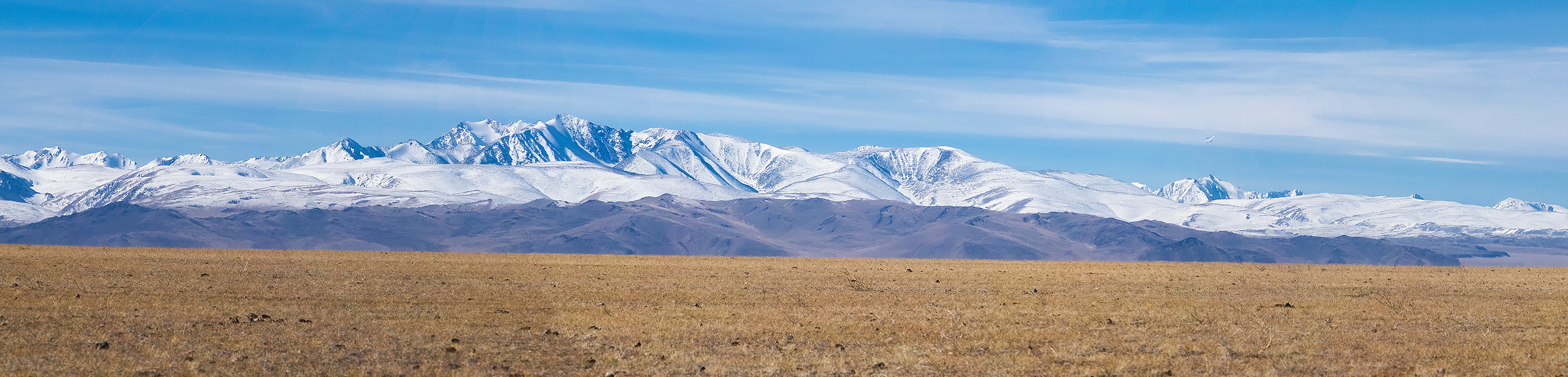
Панорама степи
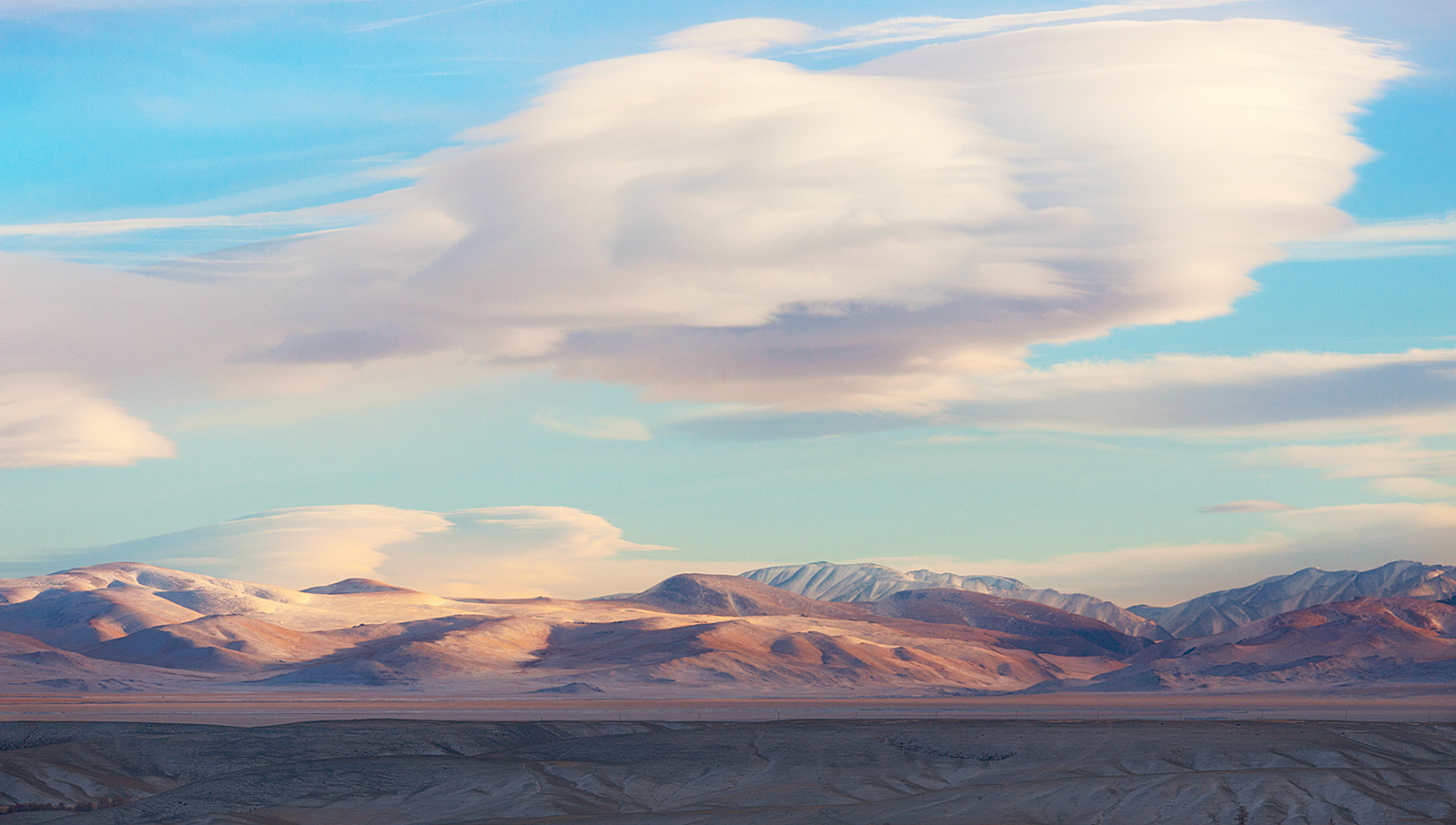
Степь рано утром
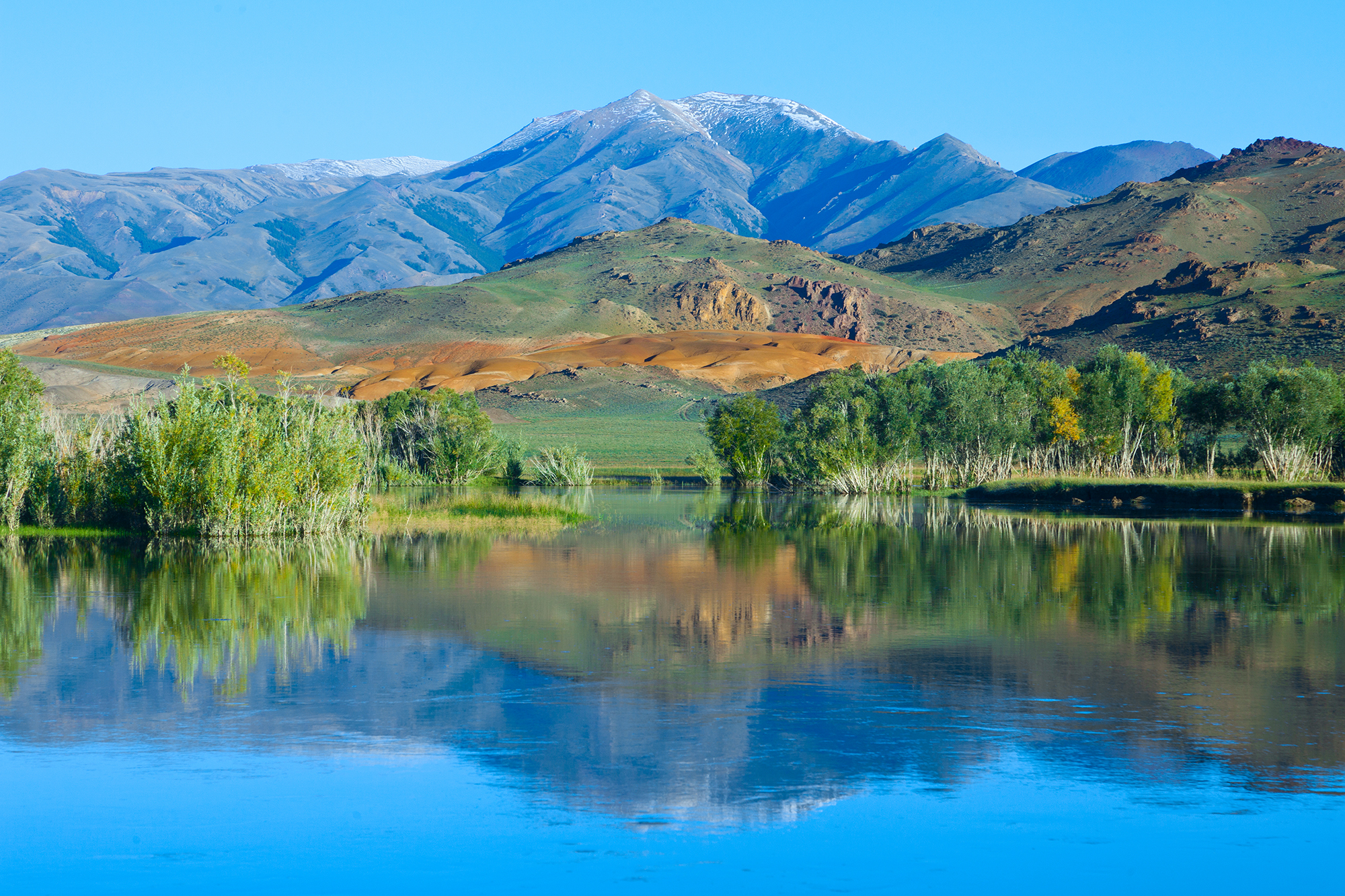
Озеро в степи
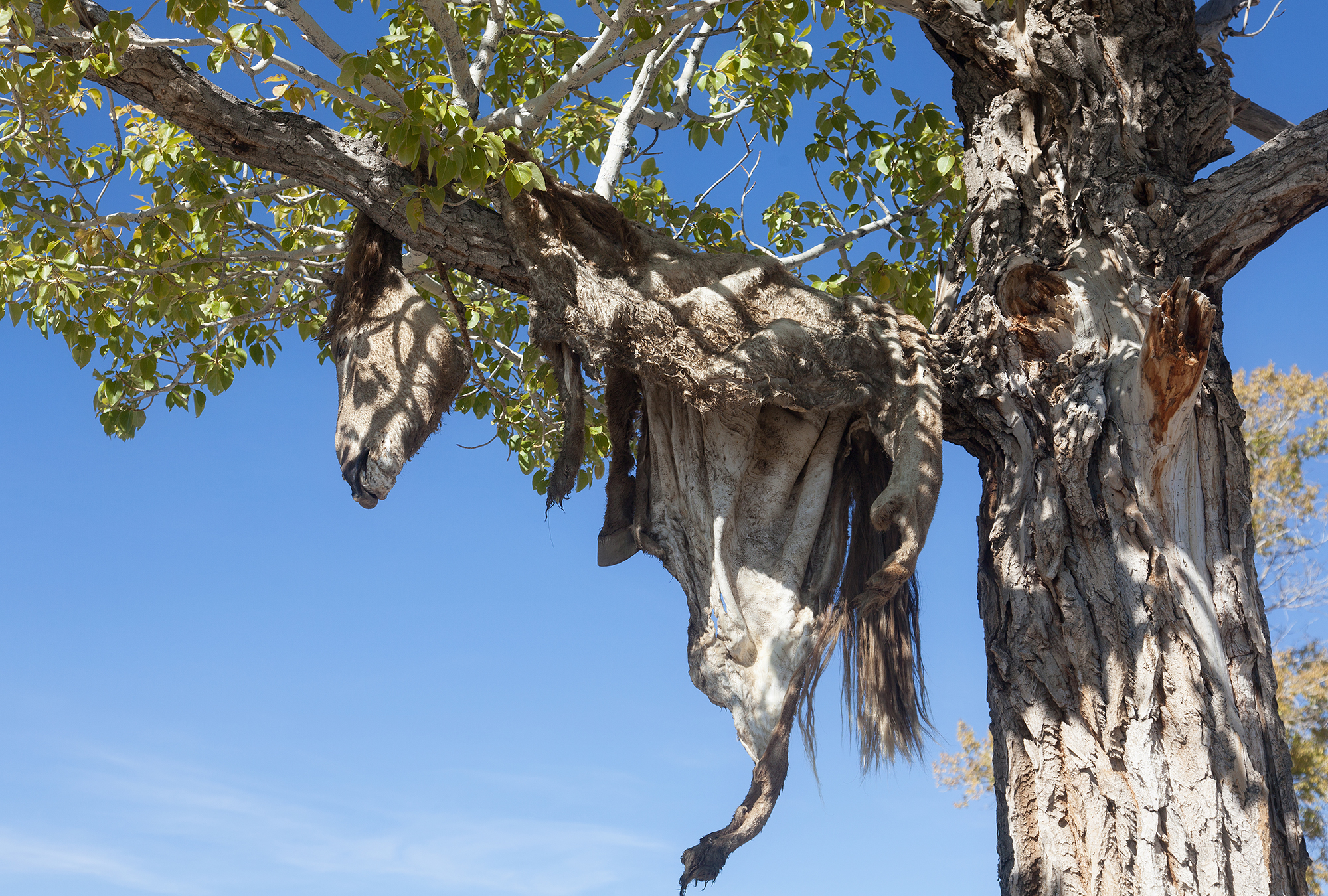
Шаманский обряд
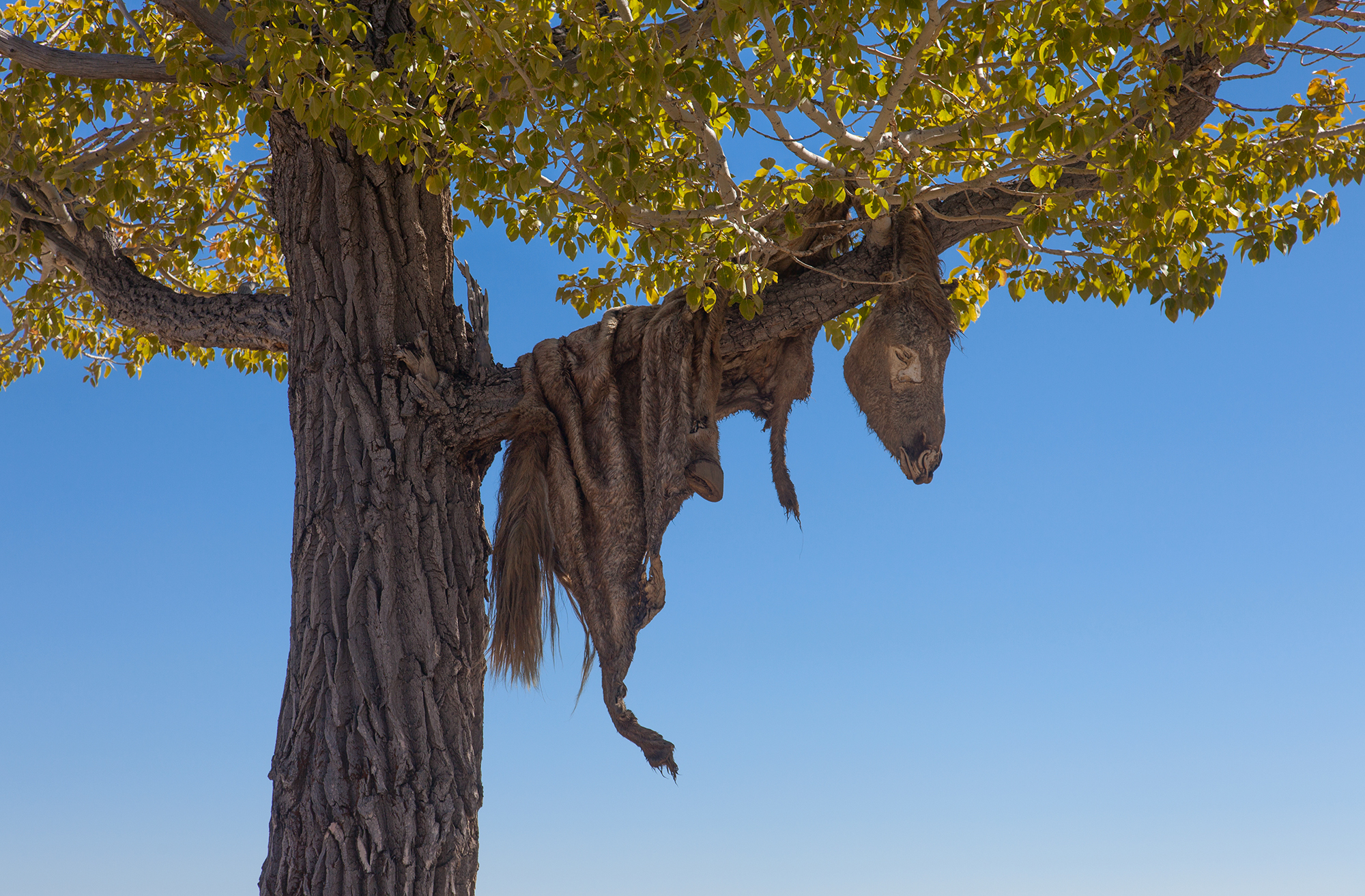
Шаманский обряд
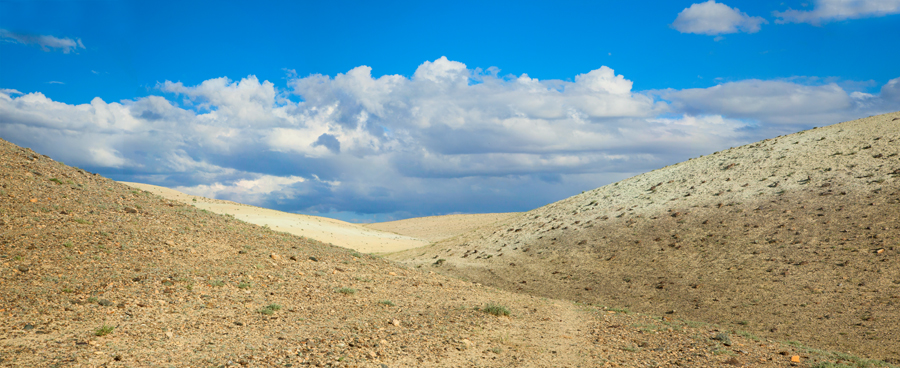